# Lillian Richter
Lillian Richter (1915–2000) foi uma litógrafa americana.
O seu trabalho encontra-se incluído nas colecções do Museu Smithsoniano de Arte Americana, do Metropolitan Museum of Art, do Art Institute of Chicago e da Galeria Nacional de Arte, em Washington.